# 福清县
福清縣为中国旧县名，在今天的福建省福州市福清市、平潭县。始建于五代十国闽龙启元年（933年）。

## 历史沿革
- 春秋战国时期，地属七闽。秦王政二十五年（前222年）秦朝统一天下后属闽中郡。西晋太康三年（282年）属晋安郡原丰县。隋开皇十三年(593年)原丰县改名闽县。唐武德六年(623年)，析闽县属长乐县。武周圣历二年（699年）析长乐南部等八乡，首置万安县。天宝元年（742年）县治有福唐里，取“造福唐朝”之意，改名福唐县。元和三年（808年）长乐县并入福唐县。后年，复析出置长乐县。后梁开平二年（908年）改为永昌县。后唐同光元年（923年）复名福唐县。
- 闽龙启元年（933年）以“山自永福里，水自清源里，会于治所”，改福唐县为福清县。
- 元元贞元年（1295年）以户满四万，升为福清州。
- 明洪武二年（1369年）降州为县。清嘉庆三年（1798年）析海坛岛地置平潭厅，直隶福州府。
- 民国元年（1912年）废府，属东路道。民国三年，更名闽海道。民国十四年，废道省直辖。 民国二十二年（1933年），中华共和国人民革命政府期间，属闽海省。民国二十三年（1934年）7月，福清县隶福建省第一行政督察区。同年8月，南日岛归福清县管辖。民国二十四年（1935年）4月，南日岛从福清县析出，设立南日特种区，归第一行政督察区管辖。同年9月10日，南日岛归福清县管辖，列为第四区署。民国二十五年（1936年）12月，第四区署改为南日特种区，直属省辖。至此，南日岛脱离福清。民国二十九年（1940年）5月，南日岛特种区裁撤，划归莆田县管辖。民国三十六年（1947年）4月，福清县直属省辖。
- 1949年8月16日中国人民解放军占领福清。1949年，属林森专区管辖。1956年，属晋江专区。1959年，属闽侯专区。1971年，改属莆田地区管辖。1983年，属福州市管辖。1990年12月26日，国务院批准撤县立市，次年5月5日正式挂牌。2005年，撤销3个镇、1个街道，析出海口镇8个村委会，整合设立7个街道办事处。[1]